# Błądkowo (gmina)
Błądkowo (do 1946 Bledkowo, w 1947 Plątkowo) – dawna gmina wiejska istniejąca w latach 1945–1954 w woj. szczecińskim (dzisiejsze woj. zachodniopomorskie). Siedzibą władz gminy było Błądkowo.
Gmina o nazwie Bledkowo powstała w czerwcu 1945 na terenie tzw. Ziem Odzyskanych (tzw. III okręg administracyjny – Pomorze Zachodnie), jako jedna z 12 gmin zbiorowych, na które podzielono powiat nowogardzki. 28 czerwca 1946 gmina weszła w skład nowo utworzonego woj. szczecińskiego.
Według stanu z 1 lipca 1952 gmina Błądkowo składała się z 10 gromad: Anielino, Bienice, Błądkowo, Dobropole, Grzęzno, Krzemienna, Ostrzyca, Słajsino, Tucze i Wojtaszyce. Gmina została zniesiona 29 września 1954 wraz z reformą wprowadzającą gromady w miejsce gmin. Jednostki nie przywrócono 1 stycznia 1973 wraz z kolejną reformą reaktywującą gminy, a jej dawny obszar wszedł głównie w skład nowej gminy Dobra.